# Jean Tapu
Jean Tapu, né le 1er octobre 1929 à Rangiroa et mort le 2 février 2018 à Papeete, est un chasseur sous-marin français de Polynésie française.

## Biographie
Jean Tapu a été le second champion du monde français de la spécialité (Jules Corman ayant remporté la 2e édition organisée en 1958 à Sesimbra (Portugal)), en 1967 lors de la 8e édition du championnat à Cayo Avales (Cuba), grâce à un total de pêche de 250 poissons sur deux journées de compétition. 
Il fut aussi précédemment classé individuellement 3e au championnat de 1965, organisé à Moorea sur ses propres terres, remporté par l'Australien Ron Taylor devant un autre Polynésien français, Nicolas Colas Hoata.
Maeta Arai, Tau Pou et Fariua Kaua étaient les autres plongeurs de la délégation française en 1965.
Le reportage La chasse sous-marine en Polynésie lui est consacré en 2007, écrit et réalisé par Gil Kebaili.

## Palmarès
- Champion du monde individuel en 1967 (Cayo Avales) ;
- Champion du monde par équipes en 1965 (Moorea) ;
- 3e du championnat du monde individuel en 1965 (Moorea) ;
- Champion d'Europe par équipes en 1967 (Ustica (Italie)) ;
- Vice-champion d'Europe individuel en 1967 (Ustica) ;
- Champion de France par équipes en 1967 (les places en équipe de France s'obtenant uniquement en métropole).